# Rob McCool
Robert M. McCool (1973) (mais conhecido por Rob McCool) é um arquiteto e desenvolvedor de software estadunidense, autor do servidor web NCSA HTTPd (conhecido posteriormente como Apache HTTP Server a versão 2.2). 

## Biografia
Em 1991, Robert e o irmão gêmeo Mike frequentaram o ensino médio na Academia de Matemática e Ciências de Illinois. 
Estudou na Universidade de Illinois (Urbana e Champaign), onde trabalhava com a equipe do NCSA Mosaic e descreveu a primeira versão do servidor NCSA HTTPd - no arquivo httpd.conf contém comentários assinados com o seu nome. Seu irmão gêmeo, Mike, também frequentou a universidade e juntou-se a equipe para trabalhar na implementação de uma porta do Mosaico para o computador Macintosh. Os irmãos foram diplomados com a licenciatura em 1995.  
Uma das muitas contribuições de Robert foi a elaboração da primeira especificação da Common Gateway Interface (CGI), em colaboração com outras pessoas na lista de e-mails www-talk, e proporcionar uma referência na implementação do CGI 1,0 na versão do servidor NCSA httpd. A especificação CGI, introduzida em dezembro de 1993, viria a revelar-se um elemento fundamental para tornar a World Wide Web dinâmica e interativa. 
Robert foi funcionário da Netscape, contribuindo no Netscape Enterprise Server e outros sistemas server-side. Mais tarde, na Universidade de Stanford, foi co-autor da TAP e KDD sistemas automáticos de aumento do conteúdo da web. Ele também é o autor de várias revistas de conferências e de artigos relativos a busca semântica, web semântica, e conhecimento de proveniência. 